# Kush ta dha këtë emër
"Kush ta dha këtë emër" är en låt på albanska framförd av sångerskan Hersiana Matmuja (Hersi). Med låten ställde Matmuja upp i Festivali i Këngës 51, Albaniens uttagning till Eurovision Song Contest 2013. Låten är skriven av Jorgo Papingji och komponerad av Genti Lako. Papingji har tidigare gjort vinnarlåtar i tävlingen som "Jetoj" och "S’jam tribu". Matmuja deltog i den andra semifinalen, vilken hon efter att juryn röstat tog sig vidare till finalen från. I finalen fick hon startnummer 8, efter Lynx och före Rosela Gjylbegu. Efter att juryn avlagt sina röster hade Hersi fått 48 poäng vilket räckte till en tredjeplats. Hon hade 14 poäng upp till tvåan (Anjeza Shahini) och 6 poäng ner till fyran (Kejsi Tola).
Låten var Matmujas fjärde i Festivali i Këngës och genom tredjeplatsen även hennes dittills bästa placering. Hennes tidigare högsta placering var en tiondeplats från år 2006. 2013 vann hon tävlingen med låten "Zemërimi i një natë" som skrivits och komponerats av Jorgo Papingji och Genti Lako.